# Annie Noël
Ne doit pas être confondu avec Annie Hervé.
Pour les articles homonymes, voir Noël (homonymie).
Annie Noël, de son vrai nom Annie Chantal Robert Noël, née le 2 août 1926 à Tours et morte le 12 juin 2009 au Vésinet, est une actrice française de cinéma, de théâtre et aussi directrice d'une compagnie de théâtre faisant de la mise en scène.
De 1957 à 1973, elle est la compagne puis l'épouse de Serge Reggiani, ils ont trois enfants, Célia (1958), Simon (1961) et Maria (1963).
Dans les années 1980, elle enseigne le théâtre à Paris, puis fonde la compagnie théâtrale des Ateliers du Sapajou, d’où sortent beaucoup d'acteurs et de metteurs en scène.
Elle repose au cimetière du Montparnasse, division 6.[réf. nécessaire]

## Filmographie

### Cinéma
- 1949 : La Cage aux filles, de Maurice Cloche, avec Danièle Delorme
- 1949 : Lady Paname, de Henri Jeanson, avec Louis Jouvet, Suzy Delair
- 1949 : Rendez-vous de juillet, de Jacques Becker, avec Daniel Gélin, Nicole Courcel
- 1950 : Les Joyeux Pèlerins, d'Alfred Pasquali, avec Nicole Francis
- 1951 : Le Voyage en Amérique, d'Henri Lavorel, avec Pierre Fresnay, Yvonne Printemps
- 1952 : Les amours finissent à l'aube, de Henri Calef, avec Nicole Courcel
- 1952 : Les Vaincus, de Michelangelo Antonioni, avec Etchika Choureau
- 1953 : Les hommes ne pensent qu'à ça, d'Yves Robert, avec Louis de Funès, Jacques Fabbri
- 1954 : Après vous, duchesse, de Robert de Nesle, avec Jean Parédès
- 1955 : La Bande à papa, de Guy Lefranc, avec Fernand Raynaud, Louis de Funès
- 1957 : Cerf-volant du bout du monde de Roger Pigaut, avec Patrick de Bardine et Sylviane Rosenberg : une dame
- 1974 : La Jeune Fille assassinée, de Roger Vadim, avec Michel Duchaussoy
- 1975 : Les Ambassadeurs, de Naceur Ktari, avec Jacques Rispal, Marcel Cuvelier
- 1981 : Quartet, de James Ivory, avec Alan Bates, Isabelle Adjani
- 1981 : Qu'est-ce qui fait courir David ?, d'Élie Chouraqui, avec Francis Huster, Nicole Garcia
- 1983 : Les Mots pour le dire, de José Pinheiro, avec Nicole Garcia, Claude Rich
- 1985 : Rendez-vous, d'André Téchiné, avec Juliette Binoche, Lambert Wilson
- 1996 : J'ai horreur de l'amour, de Laurence Ferreira Barbosa, avec Jeanne Balibar, Jean-Quentin Chatelain
- 1998 : Haut les cœurs !, de Sólveig Anspach, avec Karin Viard
- 1999 : La Chambre des magiciennes, de Claude Miller, avec Anne Brochet, Mathilde Seigner
- 2000 : Saint-Cyr, de Patricia Mazuy, avec Isabelle Huppert, Jean-Pierre Kalfon
- 2003 : Le Dernier des immobiles, de Nicola Sornaga

### Télévision
- 1993 : Le Chasseur de la nuit, de Jacques Renard, avec Michel Amphoux, Cécile Bois
- 1992 : Maigret et les plaisirs de la nuit, de José Pinheiro, avec Bruno Cremer, Jean-Louis Foulquier
- 1986 : Julien Fontanes, magistrat (Un dossier facile), avec Jacques Morel, André Falcon
- 1986 : Les cinq dernières minutes (Crime sur Megahertz), de Joannick Desclerc, avec Jacques Debary, Marc Eyraud
- 1982 : Emmenez-moi au théâtre (Apprends-moi Céline), d'Alain Boudet, avec Maria Pacôme, Daniel Auteuil
- 1980 : Les Mystères de Paris d'André Michel
- 1979 : Les Quatre Cents Coups de Virginie, de Bernard Queysanne, avec Anicée Alvina, Yves-Marie Maurin
- 1976 : La Folle de Chaillot, de Gérard Vergez, avec Edwige Feuillère, Claude Gensac
- 1975 : Les Brigades du Tigre, épisode Le défi de Victor Vicas, avec François Maistre, Jean-Claude Bouillon
- 1964 : Château en Suède, d'André Barsacq, avec Philippe Noiret, Françoise Brion

## Théâtre
- 1950 : L’Étranger au théâtre d'André Roussin, mise en scène Yves Robert, Cabaret Chez Gilles
- 1951 : Les Trois Mousquetaires d'Alexandre Dumas, mise en scène Jean-Pierre Grenier, Théâtre de la Porte-Saint-Martin
- 1952 : Les Gueux au paradis de Gaston-Marie Martens, Théâtre de la Porte-Saint-Martin
- 1952 : Philippe et Jonas d'Irwin Shaw, mise en scène Jean-Pierre Grenier, Théâtre de la Gaîté-Montparnasse
- 1952 : Dialogues des carmélites de Georges Bernanos, mise en scène Marcelle Tassencourt, Théâtre Hébertot
- 1953 : La Maison de la nuit de Thierry Maulnier, mise en scène Marcelle Tassencourt & Michel Vitold, Théâtre Hébertot
- 1953 : Les Images d’Épinal d'Albert Vidalie, mise en scène Jean-Pierre Grenier, Cabaret La Fontaine des Quatre-Saisons
- 1954 : Il est important d'être aimé d'Oscar Wilde, mise en scène Claude Sainval, Comédie des Champs-Élysées
- 1956 : Marée basse de Jean Duvignaud, mise en scène Roger Blin, Théâtre des Noctambules
- 1957 : Les Voyageurs égarés de Guillaume Hanoteau, mise en scène Véra Korène, Théâtre de la Renaissance
- 1957 : Virginie de Michel André, mise en scène Christian-Gérard, Théâtre Michel
- 1961 : Les Séquestrés d'Altona de Jean-Paul Sartre, mise en scène François Darbon, Théâtre des Célestins
- 1967 : Silence, l'arbre remue encore de François Billetdoux, mise en scène Antoine Bourseiller, Festival d'Avignon
- 1967 : La Baye de Philippe Adrien, mise en scène Antoine Bourseiller, Festival d'Avignon
- 1975 : La Folle de Chaillot de Jean Giraudoux, mise en scène Gérard Vergez, Théâtre de l'Athénée
- 1976 : Les Eaux et Forêts de Marguerite Duras, mise en scène de l'auteur, Théâtre Mouffetard
- 1978 : Les Eaux et Forêts de Marguerite Duras, mise en scène de l'auteur, Théâtre du Lucernaire
- 1981 : Le Jardin d'Eponine de Maria Pacôme, mise en scène Gérard Vergez, Comédie des Champs-Élysées
- Les trois mousquetaires, avec Serge Reggiani
- Saint-Glinglin, avec Jacques Jouanneau, Denise Clair
- Les seins de Lola, avec Maria Pacôme, François Perrot
- Apprends-moi Céline, avec Maria Pacôme, Daniel Auteuil
- Parlez-moi d'amour (mise en scène)
- Boris Vian (mise en scène avec Serge Reggiani)